# Lista de séries internacionais da SIC
A SIC transmite várias séries internacionais. Atualmente, exibe séries americanas, mas já transmitiu séries brasileiras, uma série austríacas e russas. Aqui está a lista dessas séries transmitidas pela SIC.
|  | Séries terminadas |
|  | Séries futuras    |
|  | Séries presentes  |
|  | Últimos episódios |

## Séries americanas
| Ano  | Título adaptado                        | Título original                   |
| ---- | -------------------------------------- | --------------------------------- |
| 1999 | Buffy, a Caçadora de Vampiros          | Buffy the Vampire Slayer          |
| 2001 | A Vingadora                            | Alias                             |
| 2009 | Entre Vidas                            | Ghost Whisperer                   |
| 2009 | Gossip Girl                            |                                   |
| 2010 | CSI: Miami                             | CSI: Miami                        |
| 2010 | CSI: NY                                |                                   |
| 2010 | Donas de Casa Desesperadas             | Desperate Housewives              |
| 2010 | Investigação Criminal                  | NCIS                              |
| 2014 | O Contra-Ataque                        | Strike Back                       |
| 2014 | Os Agentes da S.H.I.E.L.D.             | Agents of S.H.I.E.L.D.            |
| 2014 | Ray Donovan                            |                                   |
| 2015 | Mentes Criminosas T10                  | Criminal Minds T10                |
| 2015 | The Blacklist T1                       |                                   |
| 2015 | The Blacklist T2                       |                                   |
| 2015 | Remodeled                              |                                   |
| 2015 | Mentes Criminosas T9                   | Criminal Minds T9                 |
| 2015 | Inesquecível T2                        | Unforgettable T2                  |
| 2015 | Investigação Criminal: Los Angeles     | NCIS: Los Angeles                 |
| 2015 | Investigação Criminal T2               | NCIS T12                          |
| 2015 | House of Cards T2                      |                                   |
| 2016 | O Turno da Noite                       | The Night Shift                   |
| 2016 | The Blacklist T3                       |                                   |
| 2016 | CSI: Cyber                             |                                   |
| 2016 | Investigação Criminal: Los Angeles T7  | NCIS: Los Angeles T7              |
| 2016 | House of Cards T3                      |                                   |
| 2017 | The Blacklist T4                       | The Blacklist T4                  |
| 2017 | Investigação Criminal: Los Angeles T8  | NCIS: Los Angeles T8              |
| 2017 | Mentes Criminosas T12                  | Criminal Minds T12                |
| 2018 | The Blacklist T5                       | The Blacklist T5                  |
| 2018 | Mentes Criminosas: Sem Fronteiras T1   | Criminal Minds: Beyond Borders T1 |
| 2018 | Mentes Criminosas: Sem Fronteiras T2   | Criminal Minds: Beyond Borders T2 |
| 2018 | Investigação Criminal T13              | NCSI: Investigação Criminal T13   |
| 2018 | Investigação Criminal T14              | NCSI: Investigação Criminal T14   |
| 2018 | Investigação Criminal T15              | NCSI: Investigação Criminal T15   |
| 2018 | Investigação Criminal: Nova Orleães T1 | NCSI: News Orleans T1             |
| 2018 | Investigação Criminal: Nova Orleães T2 | NCSI: News Orleans T2             |
| 2018 | Investigação Criminal: Los Angeles T9  | NCIS: Los Angeles T9              |
| 2018 | Investigação Criminal: Nova Orleães T3 | NCSI: News Orleans T3             |
| 2019 | The Blacklist T6                       | The Blacklist T6                  |
| 2019 | Investigação Criminal: Los Angeles T10 | NCIS: Los Angeles T10             |
| 2020 | Em Nome da Lei T1                      | For The People T1                 |
| 2021 | Investigação Criminal: Los Angeles T11 | NCIS: Los Angeles T11             |
| 2021 | Dos Reis aos Profetas                  | Of Kings and Prophets             |
| 2021 | Mentes Criminosas T14                  | Criminal Minds T14                |
| 2021 | Investigação Criminal T16              | NCSI: Investigação Criminal T16   |
| 2021 | Em Nome da Lei T2                      | For The People T2                 |
| 2022 | Investigação Criminal T17              | NCSI: Investigação Criminal T17   |
| 2022 | Mentes Criminosas T15                  | Criminal Minds T15                |
| 2023 | Investigação Criminal T18              | NCSI: Investigação Criminal T18   |
| 2023 | Investigação Criminal: Los Angeles T12 | NCIS: Los Angeles T12             |
| 2023 | Investigação Criminal T19              | NCSI: Investigação Criminal T19   |
| 2025 | Investigação Criminal: Los Angeles T13 | NCIS: Los Angeles T13             |
| 2025 | Investigação Criminal T20              | NCSI: Investigação Criminal T20   |

## Outras séries
| Ano  | Título adaptado               | Título original               | País    |
| ---- | ----------------------------- | ----------------------------- | ------- |
| 2001 | Rex, O Cão Polícia            | Kommissar Rex                 | Áustria |
| 2015 | O Caçador                     | O Caçador                     | Brasil  |
| 2015 | Dupla Identidade              |                               | Brasil  |
| 2017 | Mata Hari                     | Mata Hari                     | Rússia  |
| 2023 | Dona Flor e Seus Dois Maridos | Dona Flor e Seus Dois Maridos | Brasil  |